# Lanuza (Huesca)
Lanuza ist ein spanischer Ort in der Provinz Huesca der Autonomen Gemeinschaft Aragonien, der zur Gemeinde Sallent de Gállego gehört. Das Dorf auf circa 1284 Meter Höhe liegt circa drei Kilometer südlich von Sallent de Gállego und hatte im Jahr 2019 42 Einwohner.
Lanuza liegt am gleichnamigen Stausee, der den Fluss Gállego aufstaut.

## Sehenswürdigkeiten
- Kirche El Salvador aus dem 19. Jahrhundert

## Weblinks

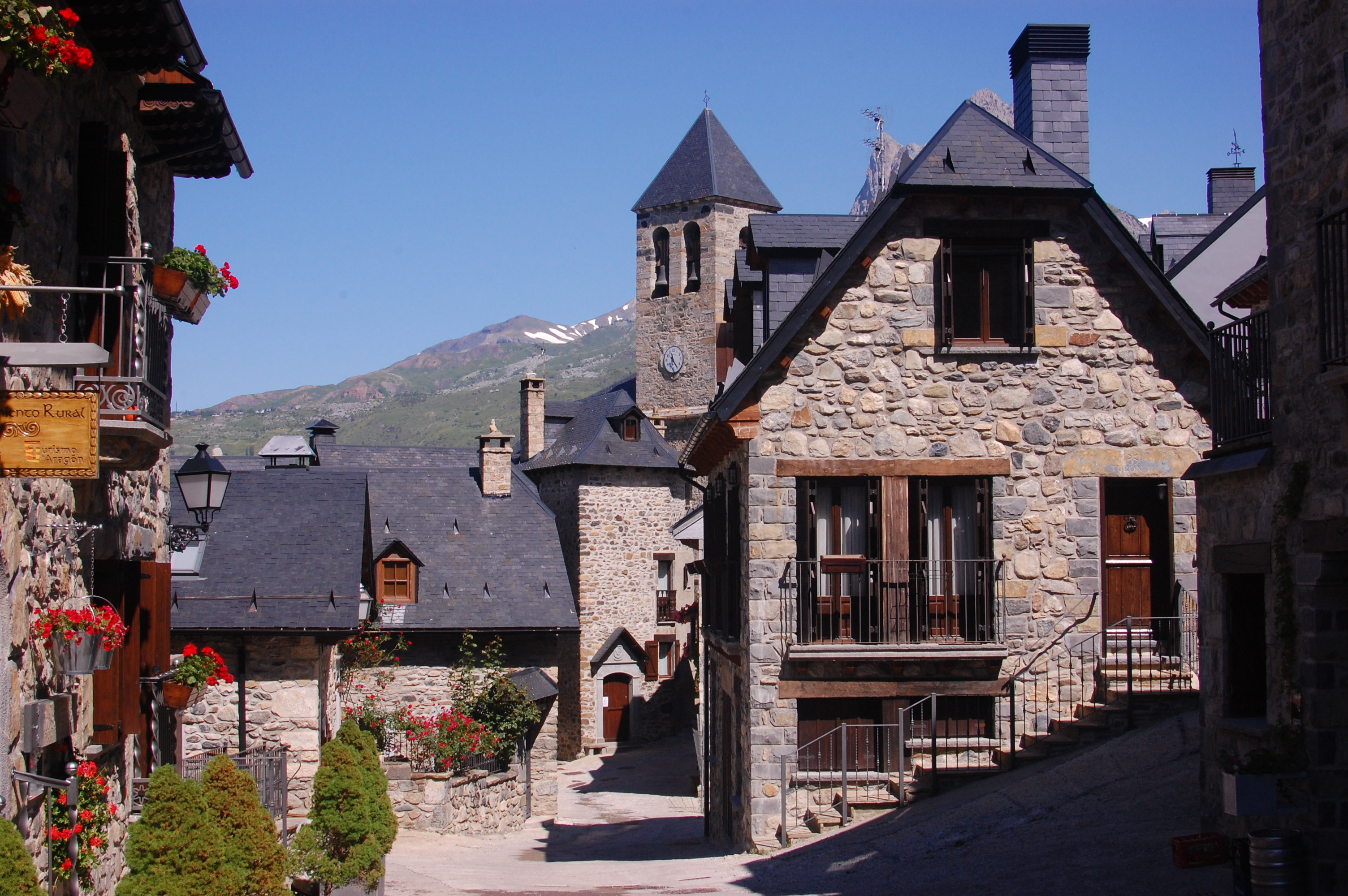
Das Dorf mit Kirche